# Mario Lertora
Mario Lertora (Genova, 27 agosto 1897 – Genova, 28 marzo 1939) è stato un ginnasta italiano, medaglia d'oro nella gara di concorso a squadre di Ginnastica ai Giochi olimpici di Parigi 1924 (con Luigi Cambiaso, Vittorio Lucchetti, Luigi Maiocco, Ferdinando Mandrini, Francesco Martino (ginnasta), Giuseppe Paris e Giorgio Zampori) ed a quelli di Los Angeles 1932 (con Oreste Capuzzo, Savino Guglielmetti, Romeo Neri e Franco Tognini), mentre a livello individuale fu bronzo nel corpo libero sempre a Los Angeles.

## Palmarès
| Anno | Manifestazione  | Sede        | Evento             | Risultato |
| ---- | --------------- | ----------- | ------------------ | --------- |
| 1924 | Giochi olimpici | Parigi      | Concorso a squadre | Oro       |
| 1932 | Giochi olimpici | Los Angeles | Concorso a squadre | Oro       |
| 1932 | Giochi olimpici | Los Angeles | Corpo libero       | Bronzo    |